# Communauté de communes Vallée de l’Ubaye
Die Communauté de communes Vallée de l’Ubaye war ein französischer Gemeindeverband mit der Rechtsform einer Communauté de communes im Département Alpes-de-Haute-Provence in der Region Provence-Alpes-Côte d’Azur. Sie wurde am 31. Dezember 1992 gegründet und umfasste 13 Gemeinden. Der Verwaltungssitz befand sich im Ort Barcelonnette.

## Historische Entwicklung
Am 1. Januar 2017 wurde der Gemeindeverband (mit Ausnahme der Gemeinde Pontis) mit der Communauté de communes Ubaye Serre-Ponçon zur neuen Communauté de communes Vallée de l’Ubaye Serre-Ponçon zusammengeschlossen.
Die Gemeinde Pontis wurde der neu gegründeten Communauté de communes de Serre-Ponçon im benachbarten Département Hautes-Alpes angegliedert.

## Ehemalige Mitgliedsgemeinden
1. Barcelonnette
2. La Condamine-Châtelard
3. Enchastrayes
4. Faucon-de-Barcelonnette
5. Jausiers
6. Le Lauzet-Ubaye
7. Méolans-Revel
8. Pontis
9. Saint-Paul-sur-Ubaye
10. Saint-Pons
11. Les Thuiles
12. Uvernet-Fours
13. Val d’Oronaye (Commune nouvelle)